# Shevchenkivskyi (huyện của Kyiv)
Huyện Shevchenkivskyi (tiếng Ukraina: Шевченківський район, chuyển tự: Shevchenkos’kyi raion) là một huyện của tỉnh Thành phố Kyiv thuộc Ukraina. Huyện Shevchenko có diện tích 27 km², dân số theo điều tra dân số ngày 5 tháng 12 năm 2001 là 237213 người với mật độ 8786 người/km2.